# 갈불리미마
갈불리미마(galbulimima, 학명: Galbulimima belgraveana 갈불리미마 벨그라베아나[*])는 목련목의 단형 과인 히만탄드라과(himantandra科, 학명: Himantandraceae 히만탄드라케아이[*])의 단형 속인 갈불리미마속(galbulimima屬, 학명: Galbulimima 갈불리미마[*])에 속하는 유일한 종이다. 히만탄드라과는 원래 히만탄드라속(Himantandra)을 모식속으로 두었는데, 갈불리미마속이 기존의 히만탄드라속을 포함해 재정의되면서 히만탄드라과의 유일한 속이 되었다.
말루쿠 제도(인도네시아)부터 뉴기니섬(인도네시아, 파푸아뉴기니)과 비스마르크 제도(파푸아뉴기니), 솔로몬 제도, 그리고 퀸즐랜드(오스트레일리아)에 이르는 지역에 분포하는 나무로, 나무껍질과 잎 등이 환각성을 띤다.

## 이름
속명 "갈불리미마"는 측백나무과 식물의 열매를 뜻하는 라틴어 낱말인 "갈불루스(galbulus)"와 "흉내내기"라는 뜻인 고대 그리스어 "미모스(μῖμος)"를 어원으로 두며, "측백나무과 식물의 열매를 흉내내는"이라는 뜻이다. 갈불리미마속 식물의 열매가 비늘조각이 통통한 구과를 닮은 것을 가리킨다. 종소명 "벨그라베아나"는 왕립오스트랄라시아지리학회 회원이었던 의사 토머스 바워먼 벨그레이브(Thomas Bowerman Belgrave)의 이름을 따 지어졌다. 히만탄드라의 모식속이던 히만탄드라속의 속명 "히만탄드라"는 고대 그리스어로 "끈"을 뜻하는 "히마스(ἱμᾰ́ς)"와 "남자"를 뜻하는 "안드라스(άνδρας)"를 붙인 말로, 히만탄드라속 식물의 수꽃술이 끈 모양인 것을 일컫는다.

## 계통 분류
2016년 APG IV 분류 체계에서는 히만탄드라과를 목련군 목련목 아래에 분류하며, 이는 2009년 APG III 분류 체계, 2003년 APG II 분류 체계 및 1998년 APG 분류 체계의 분류와 동일하다.

## 사진

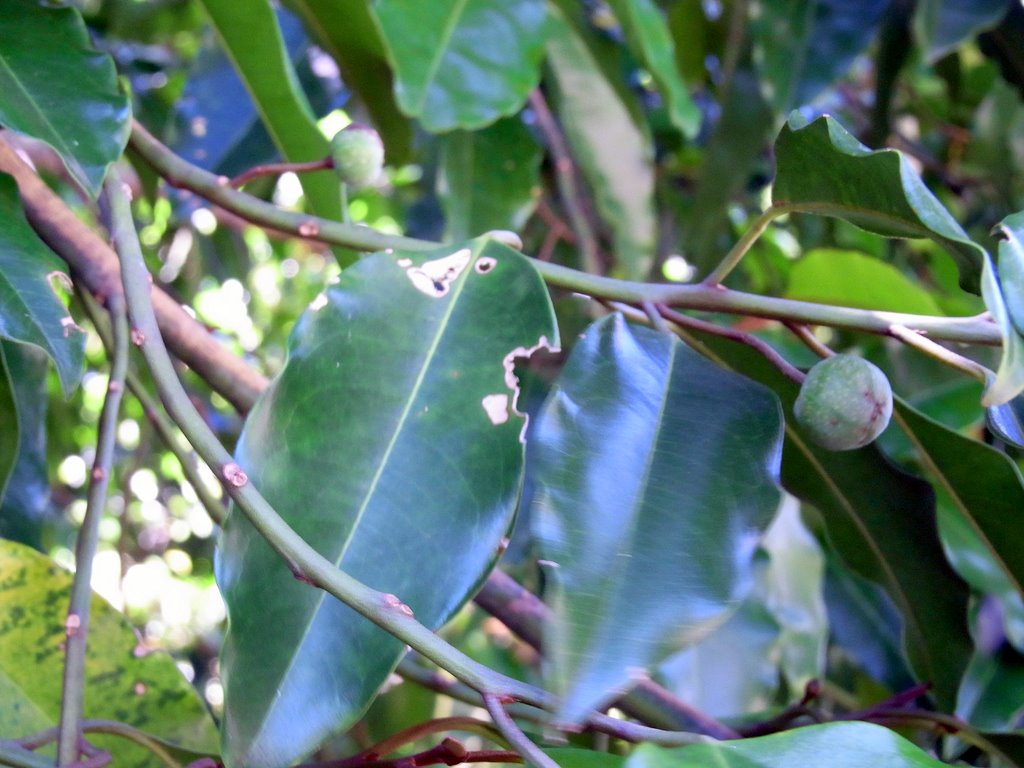
잎
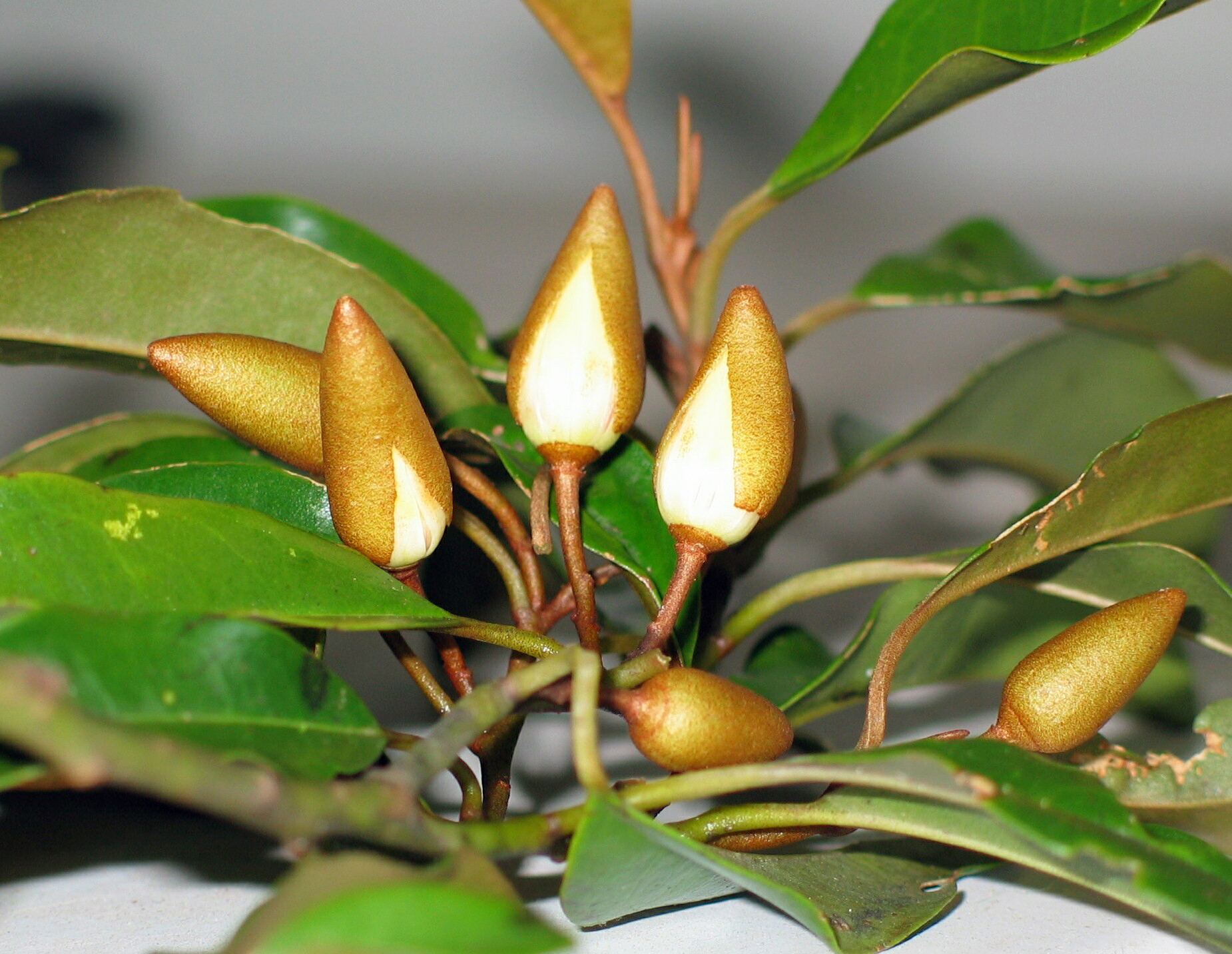
꽃봉오리
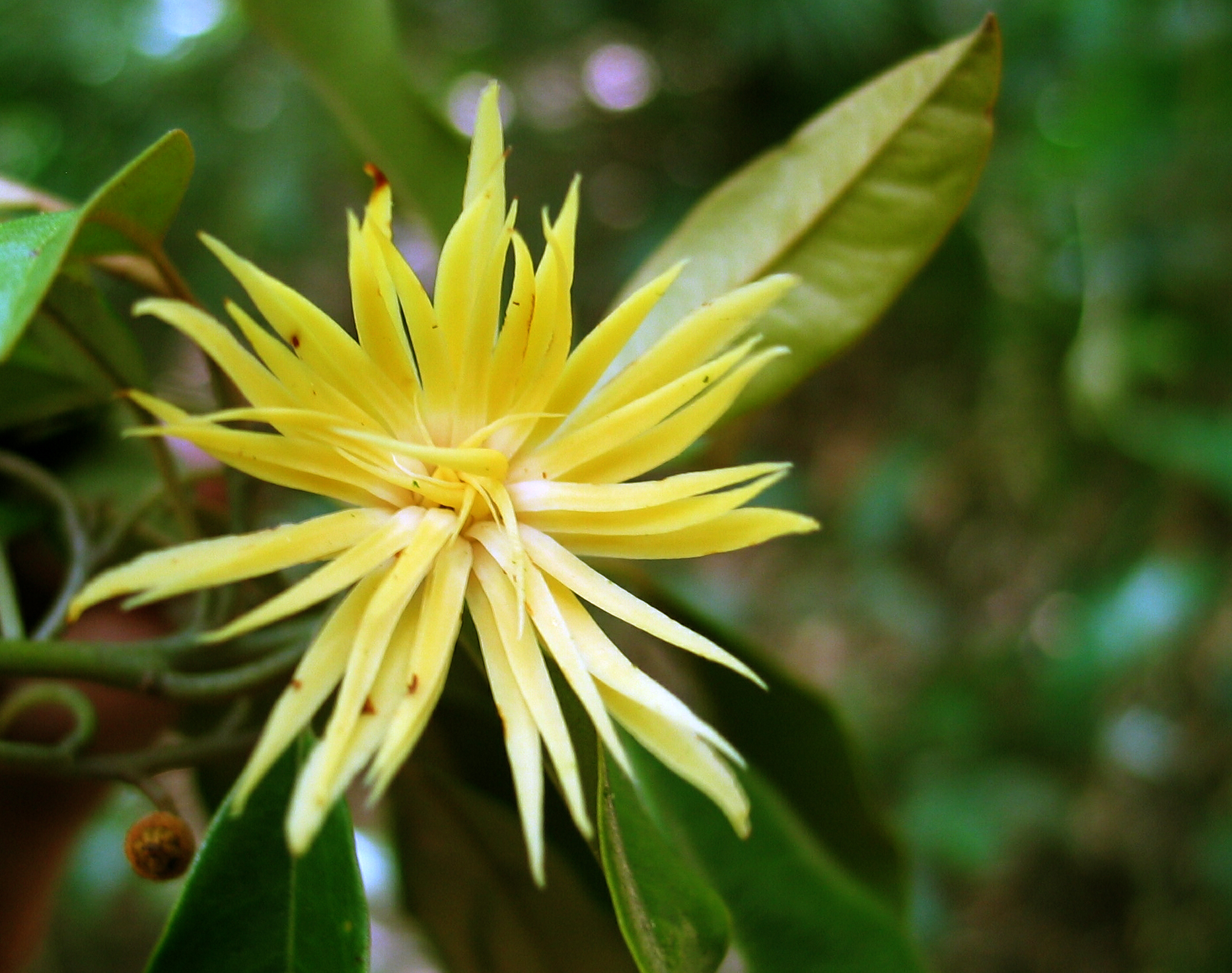
꽃
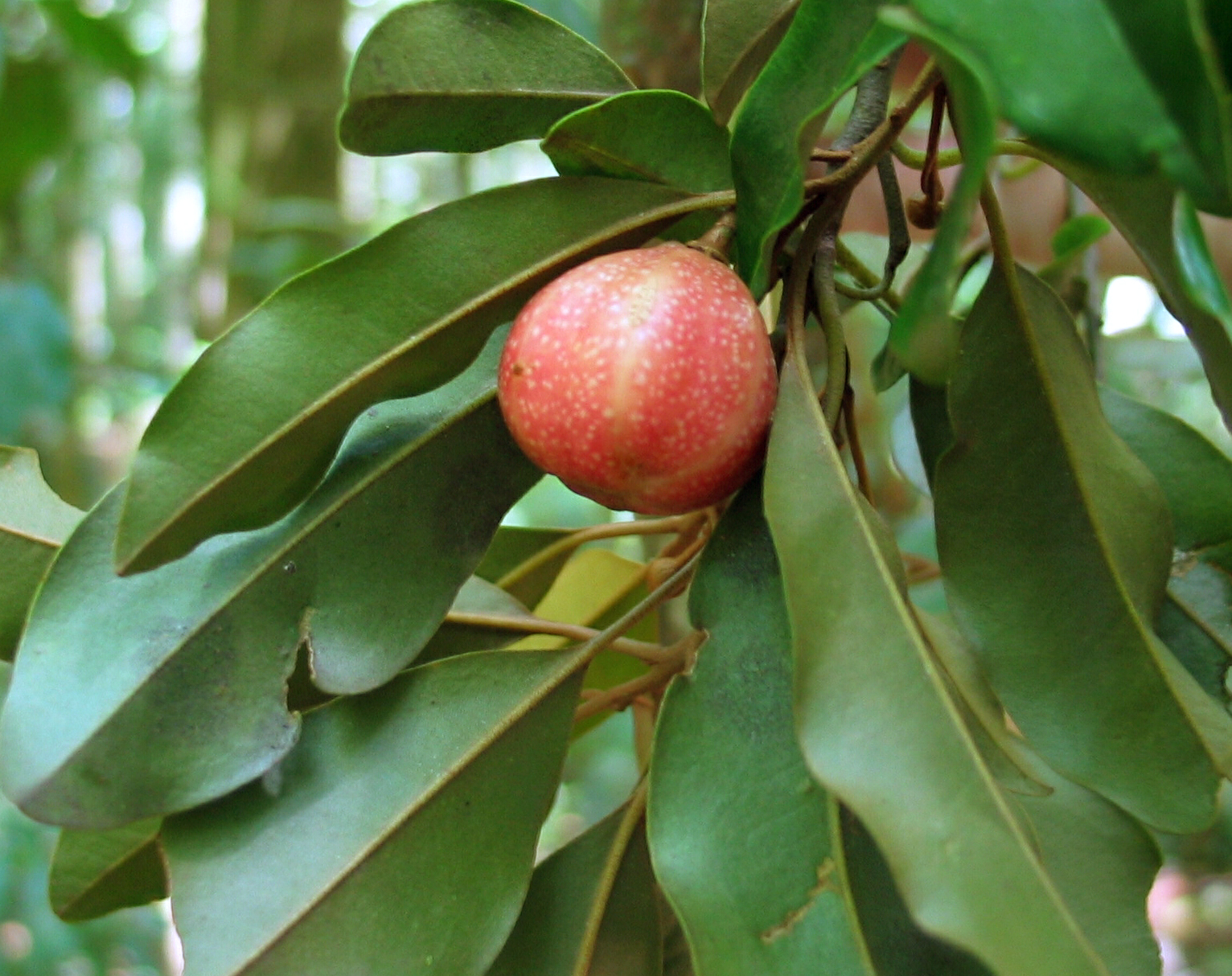
열매